# خوسيه لويس باليستر
خوسيه لويس باليستر (بالإسبانية: José Luis Ballester Tuliesa)‏ هو متسابق يخت إسباني، ولد في 17 أغسطس 1968 في فيناروس في إسبانيا.

## وصلات خارجية
- خوسيه لويس باليستر على موقع الاتحاد الدولي للملاحة الشراعية (موقع جديد) (الإنجليزية)
- خوسيه لويس باليستر على موقع الاتحاد الدولي للملاحة الشراعية (موقع قديم) (الإنجليزية)
- خوسيه لويس باليستر على موقع اللجنة الأولمبية الدولية (الإنجليزية)
- خوسيه لويس باليستر على موقع أوليمبيديا (الإنجليزية)
- خوسيه لويس باليستر على موقع اللجنة الأولمبية الإسبانية (الإسبانية)